# The Evil Within
The Evil Within je survival horor z roku 2014, který vyvinula společnost Tango Gameworks a vydala Bethesda Softworks. Režie se ujal tvůrce série Resident Evil Shinji Mikami. Vyšla v říjnu 2014 pro PlayStation 3, PlayStation 4, Windows, Xbox 360 a Xbox One.

## Synopse
Hra se soustředí na hlavního hrdinu Sebastiana Castellanose, který je vtažen do zmateného světa plného nočních můr a hrůzných stvoření.

## Hratelnost
Hraje se z pohledu třetí osoby a hráči bojují se znetvořenými nepřáteli připomínajícími noční můry, včetně bossů, pomocí pistolí a zbraní na boj zblízka, postupují úrovněmi, vyhýbají se pastem, používají stealth a hledají sběratelské předměty.

## Vydání a ohlasy
Hra The Evil Within vyšla v říjnu 2014 pro PlayStation 3, PlayStation 4, Windows, Xbox 360 a Xbox One.
Po vydání hra získala vesměs pozitivní recenze kritiků, kteří chválili hororové prvky, hratelnost a atmosféru hry, zatímco kritika směřovala k příběhu, postavám a technickým problémům hry.
V říjnu 2017 bylo vydáno pokračování The Evil Within 2.